# Léka vára
A vár, illetve kastély Léka község szélén található a mai Ausztria középső részén, Burgenlandban, a Günser-hegységben, az osztrák-magyar határon átnyúló természetvédelmi parkban (Liechtenstein-Irottkő), Kőszegtől alig pár kilométerre.

## Története
A terület már a római időkben is lakott hely volt. A római rész ma víztároló. Mai alakját a vár a 13. században kezdte felvenni a Kanizsai család birtokaként. Ekkoriban gótikus építmény volt, később a Nádasdyak reneszánsz stílusú toldalékokkal látták el és újabb falgyűrűvel vették körül. Később az Esterházyak tulajdonába került, akik aztán eladták.

## Leírása
A vár két részből áll. A 16. századból származó fellegvárból és a Nádasdy Ferenc által 1636 körül építtetett alsóvárból. Esterházy Miklós herceg 1902-1906 között részben helyreállíttatta a várat, amely Paul Anton Keller osztrák író, költő tulajdonába került. Az alsó várban tavasztól őszig szálloda is működik.

## Galéria

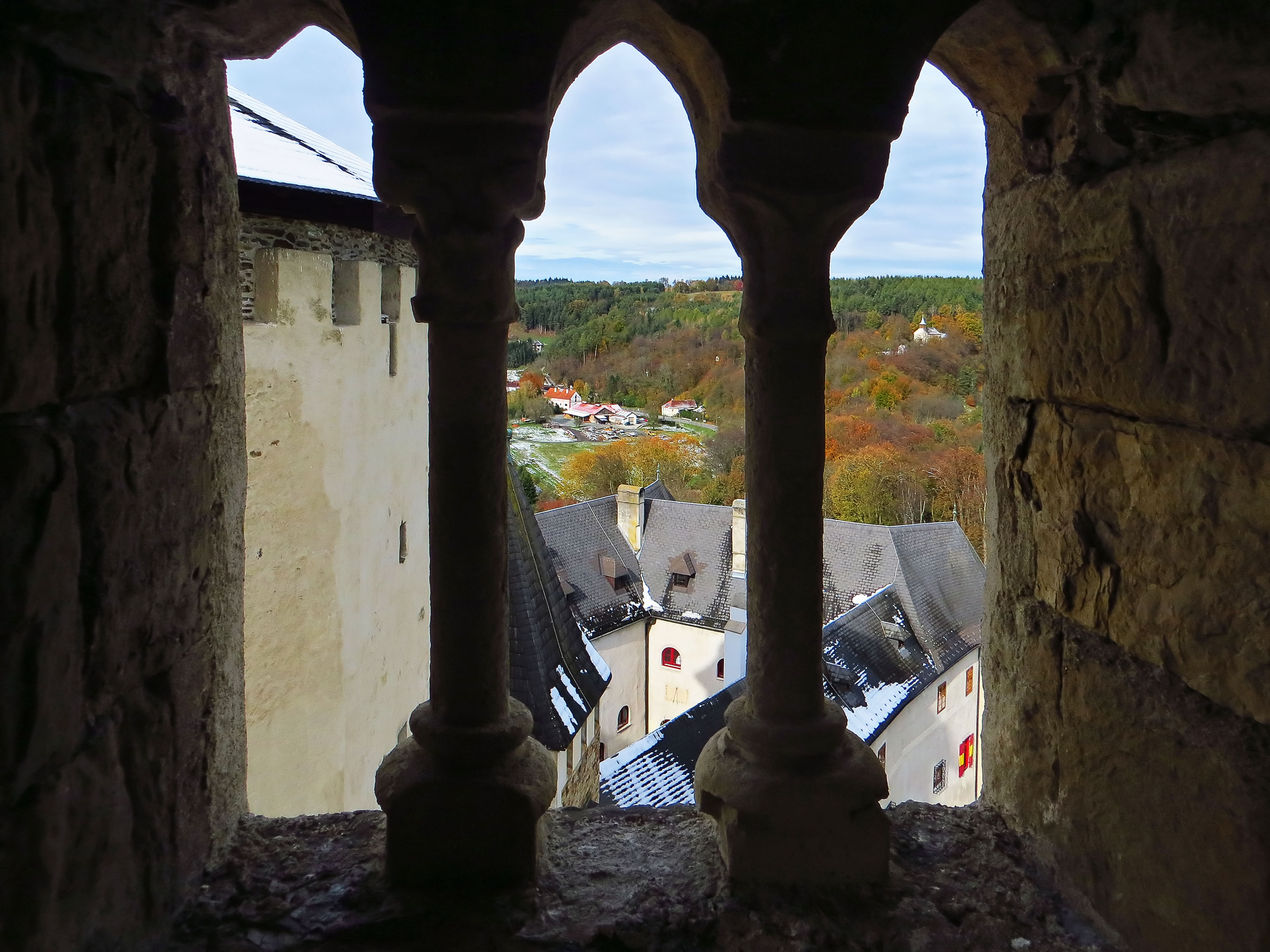
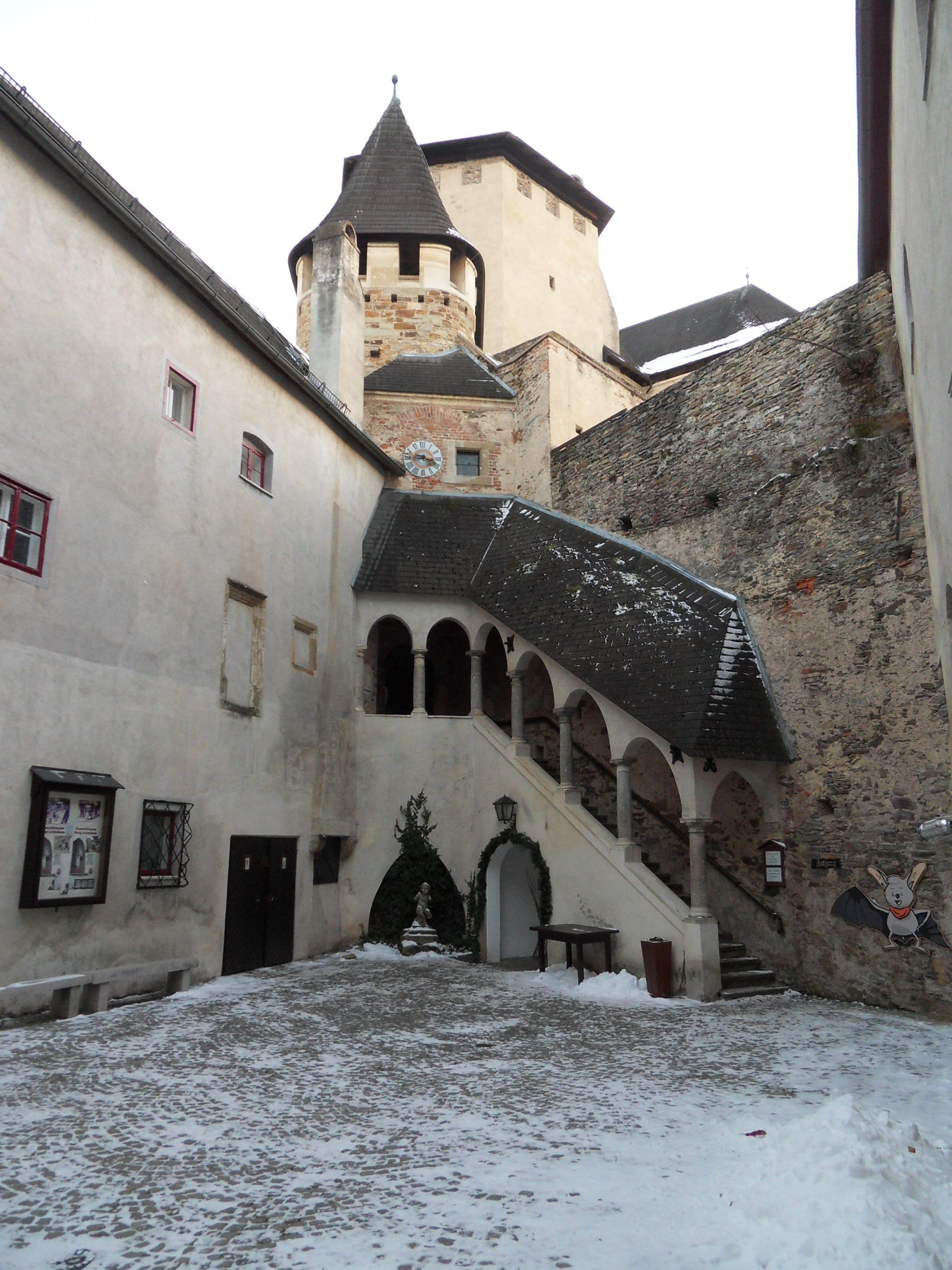
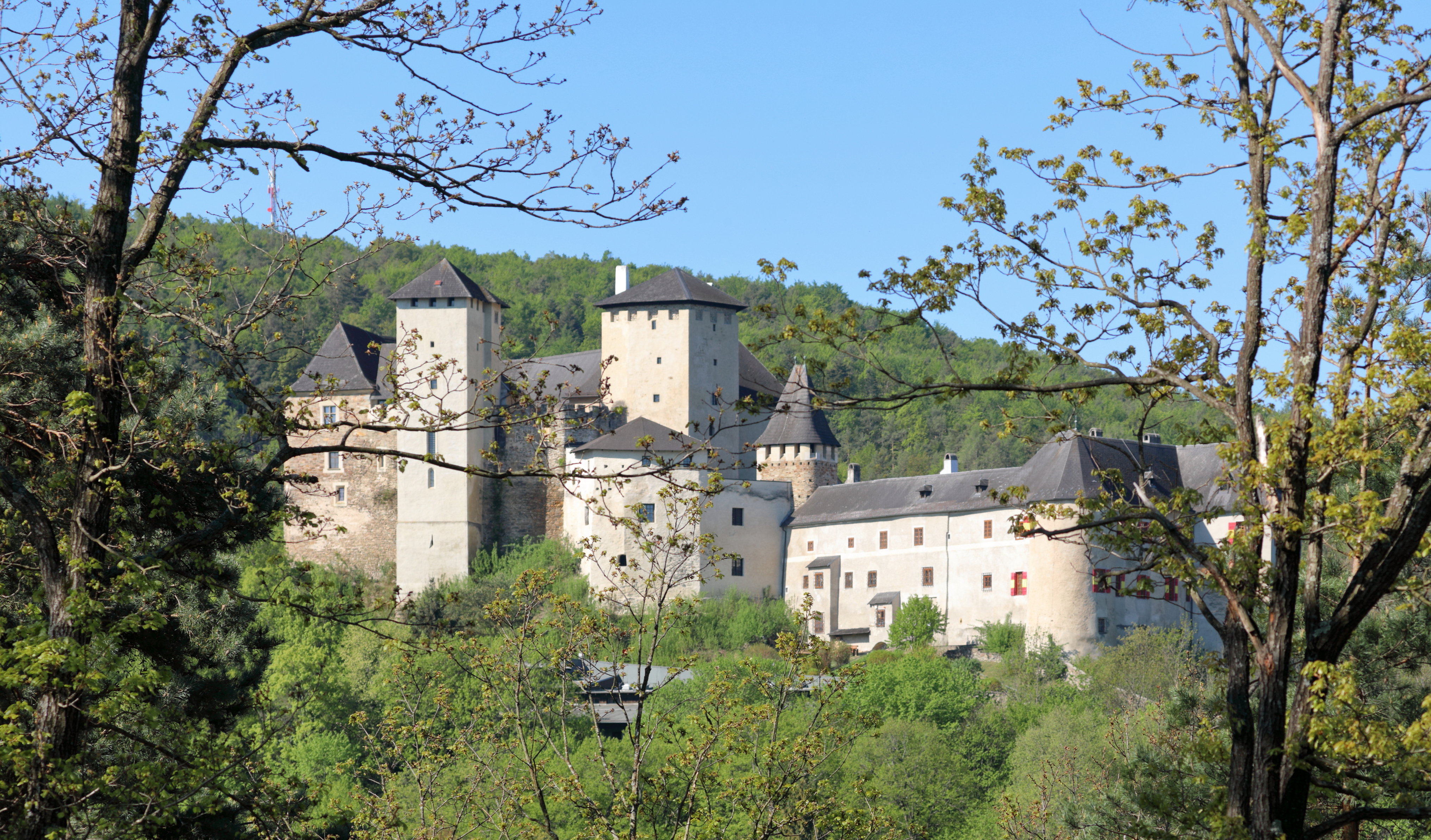
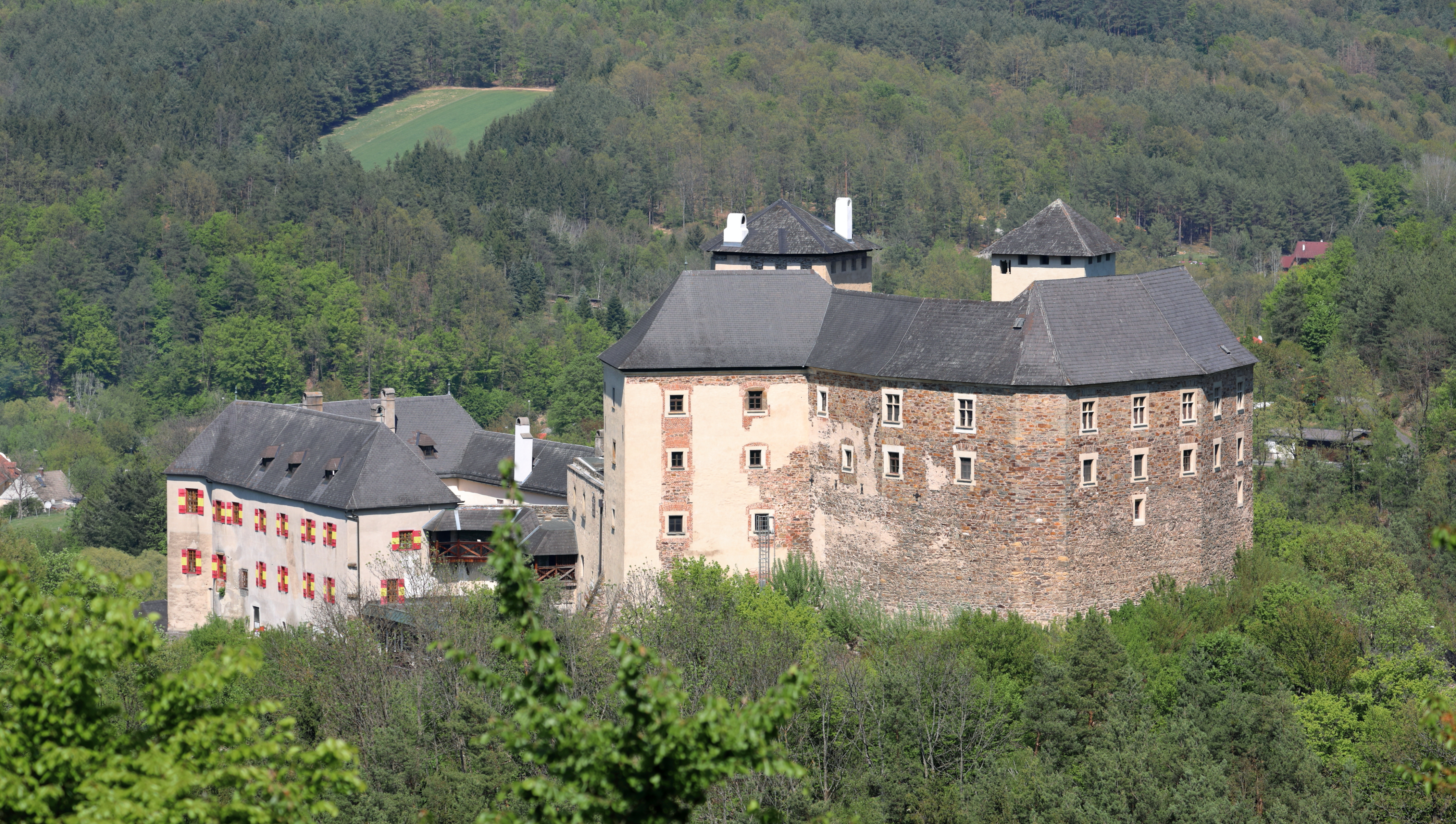